# Black Stone Cherry (album)
Black Stone Cherry – debiutancki album amerykańskiego zespołu Black Stone Cherry, wydany w 2006 przez Roadrunner Records. Album promują single Lonely Train, Hell & High Water i Rain Wizard.

## Lista utworów
1. "Rain Wizard" - 3:24
2. "Backwoods Gold" - 3:06
3. "Lonely Train" - 3:50
4. "Maybe Someday" - 3:47
5. "When the Weight Comes Down" - 3:35
6. "Crosstown Woman" - 3:36
7. "Shooting Star" - 3:12
8. "Hell & High Water" - 4:01
9. "Shapes of Things" - 3:05
10. "Violator Girl" - 3:23
11. "Tired of the Rain" -3:15
12. "Drive" - 3:04
13. "Rollin' On" - 4:59